# Robert Olmstead

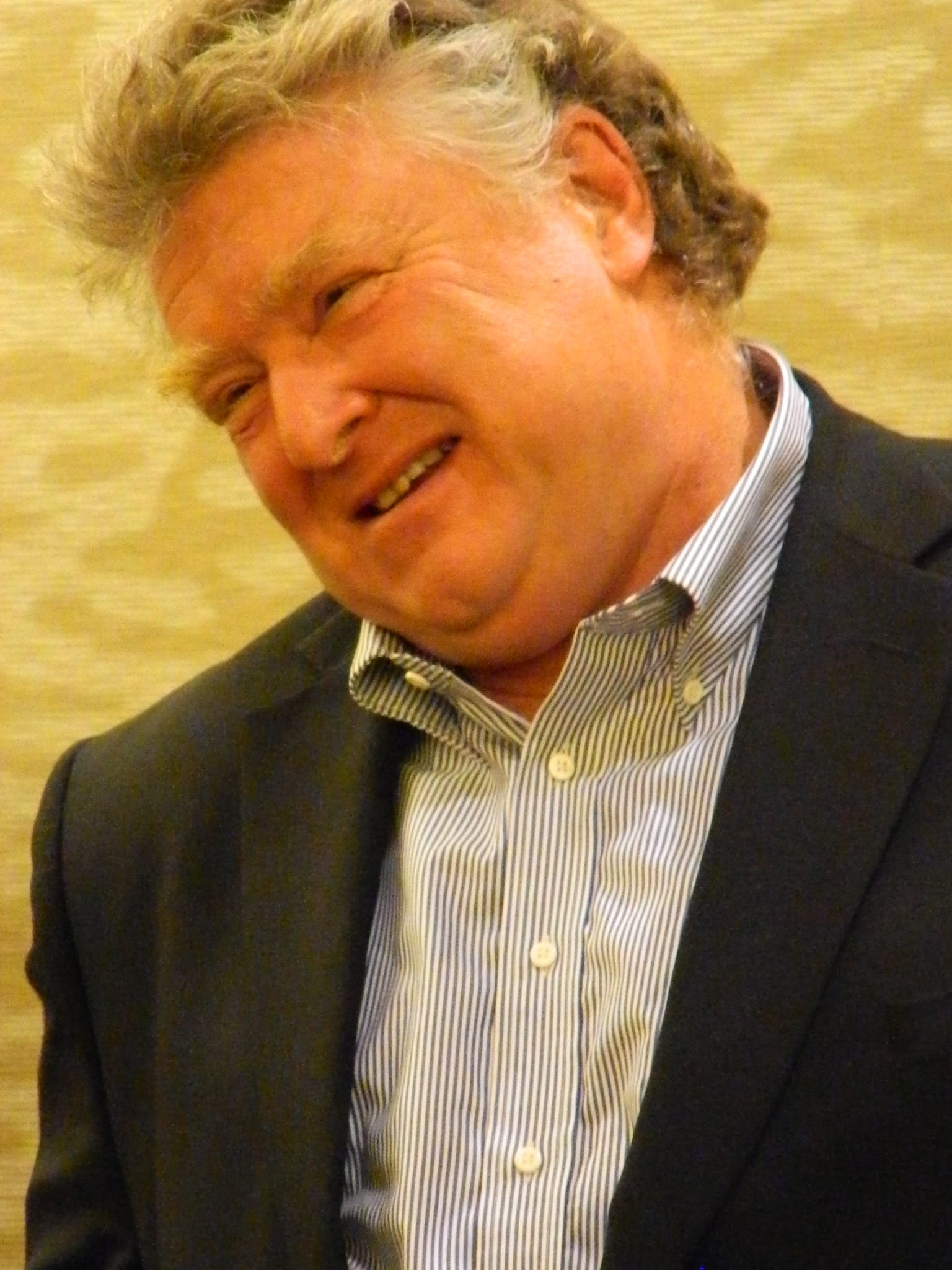
Robert Olmstead (2013)

Robert Olmstead (ur. 3 stycznia 1954) – amerykański pisarz, nauczyciel akademicki.
Ukończył studia na Syracuse University. Za swoją powieść Coal Black Horse otrzymał nagrodę Heartland Prize
8 kwietnia 1980 poślubił Cynthię L. Uline. Para ma dwie córki. 

## Powieści
- Soft Water (1988)
- America By Land (1993)
- The Trail Of Hearts Blood Wherever We Go (1998)
- Coal Black Horse (2007)
- Far Bright Star (2009)
- The Coldest Night (2012)

## Zbiory opowiadań
- River Dogs (1987)

## Pamiętniki
- Stay Here With Me (1996)